# Karl-Alfred
Karl-Alfred, eller Skeppar-Kalle på finlandssvenska (finska: Kippari-Kalle, engelska: Popeye, ”Glosöga”, ursprungligen Thimble Theatre), är en amerikansk tecknad serie för dagspressen, skapad av E.C. Segar. Serien fick premiär den 19 december 1919, och Karl-Alfred själv dök första gången upp den 17 januari 1929. Det dröjde dock till 1970-talet innan seriens titel ändrades från Thimble Theatre till Popeye.
Titelfiguren har också figurerat i serietidningar, animerade kortfilmer (1933-1957), TV-serier och en spelfilm.

## Historia
Serien kretsade ursprungligen kring Olive Oyl (Olivia på svenska), hennes pojkvän Harold Hamgravy, bror Castor, och föräldrar Cole och Nana. I januari 1929, när serien hade pågått i dryga nio år, debuterade Popeye (Karl-Alfred), som en bifigur i rollen som en fartygskapten inhyrd av Castor. Efter en kortare sejour lämnade sjömannen serien, men återkom tack vare sin popularitet snart igen, och med tiden försvann Hamgravy ur serien, Olivia och Karl-Alfred blev ett par, och den senare blev seriens huvudperson.
Sjömannen Karl-Alfreds svenska namn är möjligen inspirerat av namnet på den manlige huvudpersonen i Evert Taubes visa "Karl-Alfred och Ellinor" från 1918, även han sjöman till yrket.

## Figurer
- Karl-Alfred (Popeye) är en sjöman, ständigt rökandes majspipa, och har ankare tatuerade på armarna. Han blir otroligt stark när han äter spenat.

- Olivia (Olive Oyl) är Karl-Alfreds flickvän, och seriens ursprungliga huvudrollsinnehavare.
- Bluto, ibland kallad Brutus,[2] är Karl-Alfreds ärkefiende. Även han var ursprungligen en bifigur och medverkade endast i ett av Segars serieäventyr. I och med de animerade filmerna nådde han dock popularitet, och efter Segars död blev han också en återkommande figur i serien.
- Frasse (J. Wellington Wimpy) är en livsnjutare som ständigt äter hamburgare vilket till en början, innan hamburgare hade kommit till Sverige, översattes som parisare.
- Lill-Pär (Swee'Pea) är ett hittebarn som omhändertas av Karl-Alfred och Olivia.

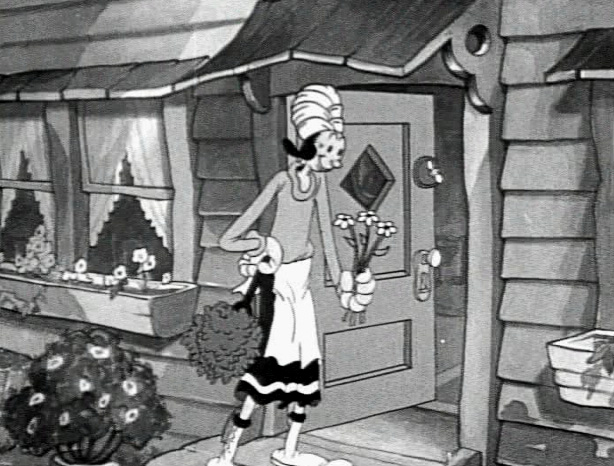
Olivia
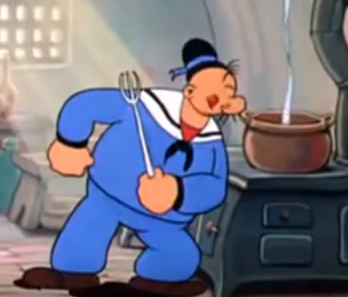
Frasse

## Upphovsrätt
Upphovsrätten för Karl-Alfred gick ut i EU 1 januari 2009. Det står alltså nu vem som helst fritt att rita, publicera och t.o.m. tjäna pengar på bilder av Karl-Alfred. Varumärket "Popeye" är däremot intakt och kan fortfarande inte användas fritt utan överenskommelse med ägaren King Features.

## Filmatiseringar
Animatörsbröderna Dave och Max Fleischer förde under 1930-talet över Karl-Alfred till filmmediet, genom att först införa honom som en bifigur i Betty Boop-filmerna, och sedan producera en framgångsrik filmserie med honom i huvudrollen (1933-1942). Efter att Fleischer Studios tvingats i konkurs togs filmserien upp av dess efterträdare Famous Studios som fortsatte att producera den under åren 1942-1957. Vid början av 1960-talet producerades en mängd nya episoder direkt för TV, och av ett flertal olika animationsstudior, och under 1970- och 1980-talet producerade Hanna-Barbera Productions ett flertal olika TV-serier med honom.
1980 gjordes en spelfilm med Robin Williams i huvudrollen: Karl-Alfred.
I USA har tre DVD-boxar givits ut med kortfilmer från Fleischer-epoken.
- Popeye the Sailor: 1933-1938, Volume 1 (2007, 4-DVD med de 60 första kortfilmerna)
- Popeye the Sailor: 1938-1940, Volume 2 (2008, 2-DVD med nästföljande 30 kortfilmer)
- Popeye the Sailor: 1941-1943, Volume 3 (2008, 2-DVD med de 18 sista Fleischer- och 14 första Famous-kortfilmerna)

### Filmografi (kortfilmer)
| 1933 - "Popeye the Sailor" (utgiven som en Betty Boop-film) - "I Yam What I Yam" - "Blow Me Down" - "I Eats My Spinach" - "Season's Greetinks" - "Wild Elephinks" | 1934 - "Sock-a-Bye Baby" - "Let's You and Him Fight" - "The Man on the Flying Trapeze" - "Can You Take It?" - "Shoein' Hosses" - "Strong to The Finich" - "Shiver Me Timbers!" - "Axe Me Another" - "A Dream Walking" - "The Two Alarm Fire" - "The Dance Contest" - "We Aim to Please" | 1935 - "Beware of Barnacle Bill" - "Be Kind to Aminals" - "Pleased to Meet Cha!" - "The Hyp-Nut-Tist" - "Choose Yer Weppins" - "For Better or Worser" - "Dizzy Divers" - "You Gotta Be a Football Hero" - "King of the Mardi Gras" - "Adventures of Popeye" - "The Spinach Overture" |
| 1936 - "Vim, Vigor and Vitaliky" - "A Clean Shaven Man" - "Brotherly Love" - "I-Ski Love-Ski You-Ski" - "Bridge Ahoy!" - "What-No Spinach?" - "I Wanna Be a Lifeguard" - "Let's Get Movin'" - "Never Kick a Woman" - "Popeye the Sailor with Little Swee' Pea" - "Hold The Wire" - "The Spinach Roadster" - "Popeye the Sailor Meets Sindbad the Sailor" (färgfilm, 15 minuter, Oscarsnominerad som bästa animerade kortfilm) - "I'm In The Army Now" | 1937 - "The Paneless Window Washer" - "Organ Grinder's Swing" - "My Artistical Temperature" - "Hospitaliky" - "The Twisker Pitcher" - "Morning, Noon and Night Club" - "Lost and Foundry" - "I Never Changes My Altitude" - "I Likes Babies and Infinks" - "The Football Toucher Downer" - "Proteck The Weakerist" - "Popeye the Sailor Meets Ali Baba's Forty Thieves" (färgfilm, 17 minuter) - "Fowl Play" | 1938 - "Let's Celebrake" - "Learn Polikeness" - "The House Builder Upper" - "Big Chief Ugh-A-Mugh-Ugh" - "I Yam Love Sick" - "Plumbin' Is A Pipe" - "Popeye the Sailor with Eugene the Jeep" - "Bulldozing the Bull" - "Mutiny Ain't Nice" - "Goonland" - "A Date to Skate"          |
| 1939 - "Cops is Always Right" - "Customers Wanted" - "Aladdin and His Wonderful Lamp" (färgfilm, 21 minuter) - "Leave Well Enough Alone" - "Wotta Nitemare" - "Ghosks Is The Bunk" - "Hello-How Am I?" - "It's The Natural Thing to Do" - "Never Sock a Baby" | 1940 - "Shakespearean Spinach" - "Females is Fickle" - "Stealin' Ain't Honest" - "Me Feelins is Hurt" - "Onion Pacific" - "Wimmin is a Myskery" - "Nurse Mates" - "Fightin' Pals" - "Doing Impossikible Stunts" - "Wimmin Hadn't Oughta Drive" - "Puttin' on the Act" - "Popeye Meets William Tell" - "My Pop, My Pop" - "Popeye the Sailor with Poopdeck Pappy" - "Popeye Presents Eugene the Jeep"         | 1941 - "Problem Pappy" - "Quiet! Pleeze" - "Olive's Sweepstakes Ticket" - "Flies Ain't Human" - "Popeye Meets Rip Van Winkle" - "Olive's Boithday Presink" - "Child Psykolojiky" - "Pest Pilot" - "I'll Never Crow Again" - "The Mighty Navy" - "Nix on Hypnotricks"                 |
| 1942 - "Kickin' the Conga 'Round" - "Blunder Below" - "Fleets Of Stren'th" - "Pip-eye, Pup-eye, Poop-eye and Peep-eye" - "Olive Oyl And Water Don't Mix" - "Many Tanks" - "Baby Wants a Bottleship" (sista Fleischer-kortfilmen) - "You're a Sap, Mr. Jap" (första Famous-kortfilmen) - "Alona on the Sarong Seas" - "A Hull of a Mess" - "Scrap The Japs" - "Me Musical Nephews"                                                                     | 1943 - "Spinach Fer Britain" - "Seein' Red, White 'n' Blue" - "Too Weak to Work" - "A Jolly Good Furlough" - "Ration Fer The Duration" - "The Hungry Goat" - "Happy Birthdaze" - "Wood-Peckin" - "Cartoons Ain't Human" - "Her Honor the Mare" - "The Marry-Go-Round" | 1944 - "We're on Our Way to Rio" - "The Anvil Chorus Girl" - "Spinach Packin' Popeye" - "Puppet Love" - "Pitchin' Woo at the Zoo" - "Moving Aweigh" - "She-Sick Sailors" |
| 1945 - "Pop-Pie a la Mode" - "Tops in the Big Top" - "Shape Ahoy" - "For Better or Nurse" - "Mess Production" | 1946 - "House Tricks?" - "Service with a Guile" - "Klondike Casanova" - "Peep in the Deep" - "Rocket to Mars" - "Rodeo Romeo" - "The Fistic Mystic" - "The Island Fling" | 1947 - "Abusement Park" - "I'll Be Skiing Ya" - "Popeye and the Pirates" - "The Royal Four-Flusher" - "Wotta Knight" - "Safari So Good" - "All's Fair at the Fair" |
| 1948 - "Olive Oyl for President" - "Wigwam Whoopee" - "Pre-Hysterical Man" - "Popeye Meets Hercules" - "A Wolf in Sheik's Clothing" - "Spinach vs Hamburgers" - "Snow Place Like Home" - "Robin Hood-Winked" - "Symphony in Spinach" | 1949 - "Popeye's Premiere" - "Lumberjack and Jill" - "Hot Air Aces" - "A Balmy Swami" - "Tar with a Star" - "Silly Hillbilly" - "Barking Dogs Don't Fite" - "The Fly's Last Flight" | 1950 - "How Green Is My Spinach" - "Gym Jam" - "Beach Peach" - "Jitterbug Jive" - "Popeye Makes a Movie" - "Baby Wants Spinach" - "Quick on the Vigor" - "Riot in Rhythm" - "The Farmer and the Belle"                                                                               |
| 1951 - "Vacation with Play" - "Thrill of Fair" - "Alpine for You" - "Double-Cross-Country Race" - "Pilgrim Popeye" - "Let's Stalk Spinach" - "Punch and Judo" | 1952 - "Popeye's Pappy" - "Lunch with a Punch" - "Swimmer Take All" - "Friend or Phony" - "Tots of Fun" - "Popalong Popeye" - "Shuteye Popeye" - "Big Bad Sindbad" | 1953 - "Ancient Fistory" - "Child Sockology" - "Popeye's Mirthday" - "Toreadorable" - "Baby Wants a Battle" - "Firemen's Brawl" - "Popeye, the Ace of Space" - "Shaving Muggs" |
| 1954 - "Floor Flusher" - "Popeye's 20th Anniversary" - "Taxi-Turvy" - "Bride and Gloom" - "Greek Mirthology" - "Fright to the Finish" - "Private Eye Popeye" - "Gopher Spinach" | 1955 - "Cookin' with Gags" - "Nurse to Meet Ya" - "Penny Antics" - "Beaus Will Be Beaus" - "Gift of Gag" - "Car-azy Drivers" - "Mister and Mistletoe" - "Cops Is Tops" - "A Job for a Gob" | 1956 - "Hill-billing and Cooing" - "Popeye for President" - "Out to Punch" - "Assault and Flattery" - "Insect to Injury" - "Parlez Vous Woo" - "I Don't Scare" - "A Haul in One" |
| 1957 - "Nearlyweds" - "The Crystal Brawl" - "Patriotic Popeye" - "Spree Lunch" - "Spooky Swabs" | | |

### Filmgalleri
- Popeye the Sailor Meets Sindbad the Sailor
- Popeye the Sailor Meets Ali Baba's Forty Thieves
- Bride and Gloom
- Gopher Spinach

## Datorspel
Det har gjorts flera datorspel om Karl-Alfred, bland annat:
- 1982 – Popeye: arkadspel utgivet av Nintendo
- 1990 – Popeye: labyrintspel utgivet till Nintendo Game Boy
- 1991 – Popeye 2: plattformspel utgivet till Nintendo Game Boy
- 2005 – Popeye: Rush for Spinach: plattformspel utgivet till Nintendo Game Boy Advance

## Övrigt
Karl-Alfred är "skyddshelgon" åt Sjösektionen vid Chalmers Tekniska Högskola. Till detta spelades två sagoband in i slutet av 1980-talet, där Karl-Alfred gestaltades av Gunnar Ernblad och Frasse av Bert-Åke Varg.